# День Д (фильм)
«День Д» — российский боевик кинорежиссёров Михаила Пореченкова и Екатерины Побединской, вышедший в прокат 4 сентября 2008 года. Ремейк американского фильма «Коммандо» 1985 года.

## Сюжет
Майор ВДВ Иван (Михаил Пореченков) живёт с дочкой Женей в уединённом домике, где-то в горах. Его бывший начальник полковник Филиппов прилетает на вертолёте с плохим известием. Кто-то убивает бывших подчинённых Ивана. Филиппов поручает двоим солдатам охранять дом Ивана. Сразу после этого на дом нападает банда, убивает охранников и похищает дочь Ивана. Ивану поручают убить президента Эстонии в обмен на жизнь дочери, чтобы главный злодей смог снова продавать шпроты. В сопровождении одного из бандитов, его отправляют на Ту-154 из Владивостока выполнять порученное задание. Во время взлёта Иван, украв из багажа команды парашютистов собранный парашют, возвращается на землю, и у него есть 10 часов для того, чтобы вернуть дочь.

## В ролях
- Михаил Пореченков — Иван
- Александра Урсуляк — Алия
- Михаил Трухин — Стасик
- Виктор Вержбицкий — Эстонец
- Варвара Пореченкова — Женя
- Максим Дрозд — Урмас
- Боб Шрайбер — Гелда (озвучивал Владимир Антоник)

## Съёмочная группа
- Режиссёры: Михаил Пореченков, Екатерина Побединская
- Сценаристы: Владимир и Олег Пресняковы
- Продюсер: Михаил Пореченков
- Операторы-постановщики: Вадим Алисов, Вадим Гомербах
- Художник-постановщик: Мавлодод Фаросатшоев
- Композитор: Сергей Шнуров
- Художник по костюмам: Светлана Вольтер
- Производство «ВВП Альянс». Прокат «Централ партнершип».

## Создание
Бюджет фильма составил 5 миллионов долларов, которые были вложены владельцем концерна «Тракторные заводы» Михаилом Болотиным. Для него картина стала не только данью уважения фильму «Коммандо», но и способом получить доход «существенно выше, чем если бы мы эти же средства положили на депозит в банк или вложили в паевые фонды, которые, как показала практика, приносят нулевую прибыль».
Съёмки фильма начались летом 2007 года в Краснодарском крае.

## Рецензии
- Волобуев Р. Агитационно-комический ремейк «Коммандо» с Пореченковым в роли Шварценеггера // Афиша (19 августа 2008 г.). — 01.09.2008.
- Гуреев, М. В. День Дубликата  / Максим Вячеславович Гуреев // Сервер национальной прозы РФ. — Режим доступа: http://proza.ru/2010/01/26/637. — Дата публикации: 26.01.2010.
- Экслер А. Боевик «День Д» (Den D) // Авторский проект Алекса Экслера (06.10.2008 г.). — 06.10.2008.